# Dale Melczek
Dale Joseph Melczek (ur. 9 listopada 1938 w Detroit, zm. 25 sierpnia 2022) – amerykański biskup katolicki polskiego pochodzenia. Święcenia kapłańskie przyjął w 1964 z rąk Johna Francisa Deardena. 
W 1982 mianowany biskupem pomocniczym Detroit i tytularnym biskupem Tragurium. Sakry biskupiej udzielił mu kard. Edmund Szoka.
W 1992 został najpierw administratorem apostolskim Gary w Indianie, następnie od 1995 biskupem koadiutorem tejże diecezji, w której pełnię rządów objął w 1996. 
24 listopada 2014 przeszedł na emeryturę.
Zmarł 25 sierpnia 2022